# Alprom
Alprom Slatina a fost o companie producătoare de aliaje din aluminiu din România.
În septembrie 2006, Alprom a fuzionat prin absorbție cu Alro, care deținea 88,6% din capitalul social al Alprom.